# VI Ejército de Inspección
El VI Ejército de Inspección (VI. Armee-Inspektion) fue una unidad de inspección del ejército del Imperio Alemán durante la Primera Guerra Mundial.

## Historia

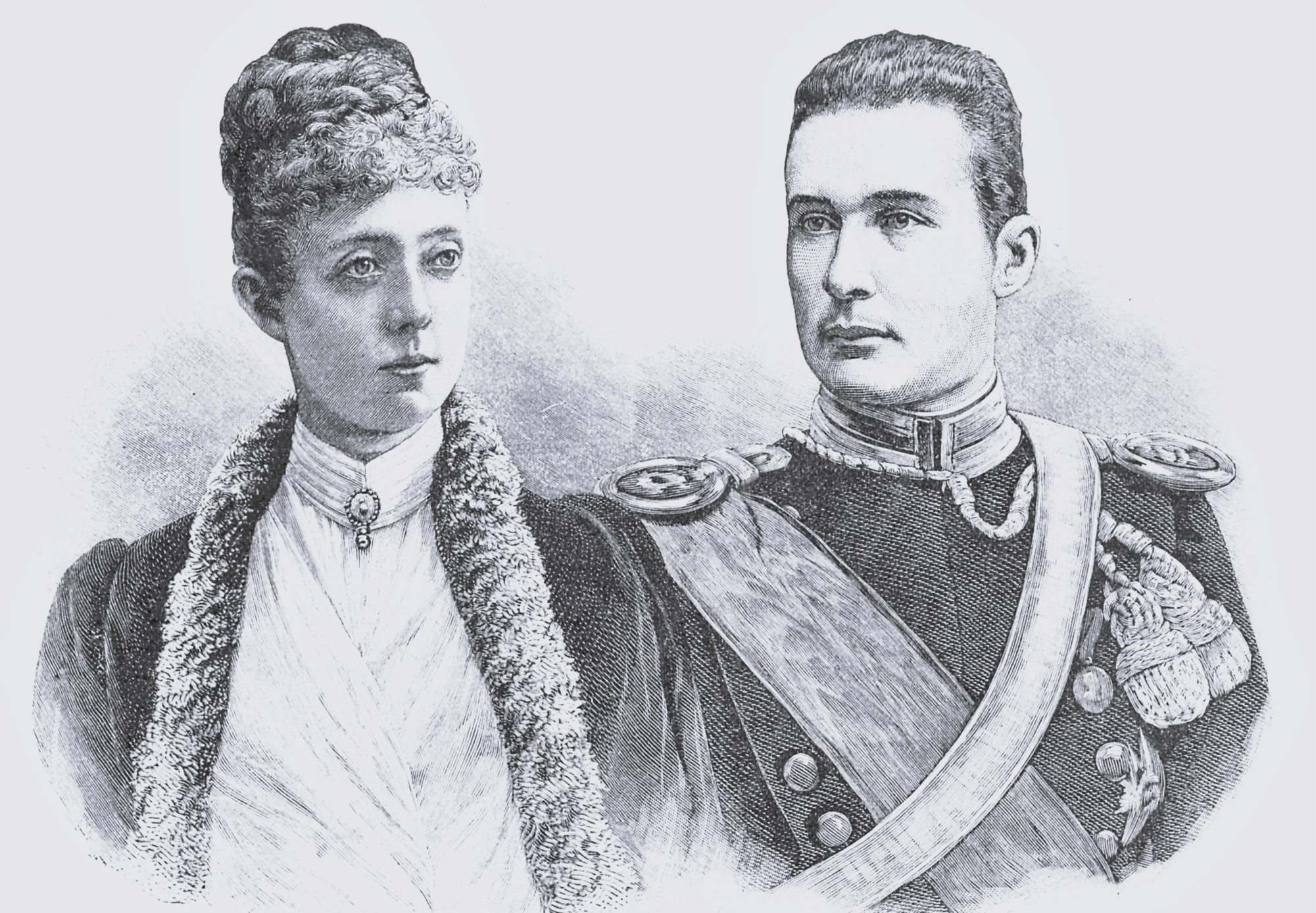
Margarita Sofía de Austria y Alberto de Wurtemberg.

Formado en Stuttgart.

## Comandantes
- General de Inspección: Coronel General Alberto de Wurtemberg

## Orden de batalla
- IV Cuerpo de Ejército en Magdeburg
- XI Cuerpo de Ejército en Kassel
- XIII Cuerpo de Ejército Real Württembergisches en Stuttgart